# Charles-Louis Philippe
Charles-Louis Philippe (Cérilly, 4 agosto 1874 – Parigi, 21 dicembre 1909) è stato uno scrittore francese.

## Biografia
Come scrisse a Maurice Barrès, «mia nonna era una mendicante, mio padre, che pure era un bambino orgoglioso, chiese l'elemosina poiché era ancora troppo piccolo per guadagnarsi il pane [...] penso di essere il primo di una razza di poveri che in Francia si sia indirizzato alle lettere» Dopo il baccalaureato, Charles-Louis Philippe non riuscì a superare il concorso per entrare al Politecnico di Parigi e ottenne un impiego nell'amministrazione del dipartimento della Senna, conducendo una vita modesta nel suo appartamento parigino dell'île Saint-Louis.
Scrisse all'inizio dei poemi in prosa ma passò al romanzo nel 1897 scrivendo Quatre histoires de pauvre amour, poi La Bonne Madeleine et la Pauvre Marie (1898) e La Mère et l'enfant (1900). Un'avventura avuta con una prostituta gli fornisce l'idea di un romanzo sulla vita dei marciapiedi parigini, Bubu de Montparnasse (1901), il suo libro di maggior successo. Seguirono Le Père Perdrix (1902), Marie Donadieu (1904) e Croquignole (1906), rappresentazione degli amori di un impiegato, che concorse al Premio Goncourt senza vincerlo, malgrado il sostegno di Octave Mirbeau. 
Philippe fece parte del «gruppo di Carnetin» - dal nome di una casa affittata in comune a Lagny-sur-Marne – con Francis Jourdain, Marguerite Audoux, Léon Werth e Léon-Paul Fargue. Fu anche amico di André Gide e di Valery Larbaud. Morì prematuramente per un'infezione di tifo, complicata da una meningite.

## Romanzi
- Quatre histoires de pauvre amour (1897)
- La Bonne Madeleine et la Pauvre Marie (1898)
- La Mère et l'enfant (1900)
- Bubu de Montparnasse (1901)
  - tr. Vasco Pratolini, Rosa e Ballo, Milano 1944; Rizzoli, Milano 1958; Einaudi, Torino, 1989 (con una testimonianza di André Gide)
  - tr. Giuliano Gramigna, Garzanti, Milano 1966
  - tr. Osvaldo Cesena, come Macro, storia di un lenone pellegrino d'amore nella Francia dell'800, Meb, Padova-Torino, 1967
  - tr. Giacinto Spagnoletti, Curcio, Roma 1979 e Passigi, Firenze 1992; tr. Piero Bianconi, Rizzoli, Milano 2002
- Le Père Perdrix (1902)
- Marie Donadieu (1904)
- Croquignole (1906)
  - tr. Alfonso Silipo, La nuova biblioteca, Milano 1945; Guanda, Parma 1951 (con prefazione di Giuseppe Prezzolini);
  - tr. Giacinto Spagnoletti, Feltrinelli, Milano 1962; Curcio, Roma 1979;
  - a cura di Francesco Cardellicchio, Liguori, Napoli 1987
- Dans la petite ville (1910)
- Lettres de jeunesse (1911)
- Charles Blanchard (1913)
- Les Contes du Matin (1916)
- Chroniques du Canard Sauvage (1923)
- Œuvres complètes, 5 voll. (Ipomée, Moulins, 1986)

### Versioni cinematografiche
- Bubù (1971) di Mauro Bolognini.